# Константа Кюрі
Константа Кюрі — величина яка характерна і постійна для певної речовини, що пов'язує магнітну сприйнятливість з температурою:
{\displaystyle C=\mu _{0}\cdot n\cdot {\frac {\mu ^{2}}{3k_{\mathrm {B} }}}}, де:
- Магнітна проникність вакууму {\displaystyle \mu _{0}}
- Густина частинок {\displaystyle n={\tfrac {N}{V}}}
  - Число частинок {\displaystyle N}
  - Об'єм {\displaystyle V}
- атомарний Магнітний момент {\displaystyle \mu }
- Стала Больцмана {\displaystyle k_{\mathrm {B} }}.

Константа Кюрі може бути віднесена і до кількості речовини:
{\displaystyle C_{\mathrm {mol} }={\frac {M}{\rho }}C=\mu _{0}\cdot N_{\mathrm {A} }\cdot {\frac {\mu ^{2}}{3k_{\mathrm {B} }}}}, де:
- Молярна маса {\displaystyle M}
- Густина {\displaystyle \rho }
- Число Авогадро {\displaystyle N_{\mathrm {A} }={\tfrac {N}{n}}}.

Розмірність {\displaystyle C_{\mathrm {mol} }} подається як m3 K моль−1.
Названа в честь П'єра Кюрі - лауреата Нобелівської премії з фізики  1903 року.